# Anton Mussert
Anton Adrian Mussert (Werkendam, 11 maggio 1894 – L'Aia, 7 maggio 1946) è stato un ingegnere e politico olandese, fondatore e leader del Nationaal-Socialistische Beweging - NSB negli anni sia prima che durante la Seconda guerra mondiale.
In quanto tale è stato il personaggio più rappresentativo del nazionalsocialismo nei Paesi Bassi. Durante la guerra, ha collaborato con i nazisti, riuscendo a mantenere le proprie posizioni proprio grazie al supporto ricevuto dai tedeschi. Dopo la guerra fu condannato a morte per alto tradimento.

## Biografia

### La gioventù
Nato a Werkendam, nel nord della provincia del Brabante Settentrionale nei Paesi Bassi. Egli mostrò fin dai primi anni di vita uno spiccato talento per le materie tecniche. Questa inclinazione lo portò a scegliere gli studi in ingegneria civile presso l'università tecnica di Delft dove, nel 1918, si laureò cum laude. Mussert avrebbe preferito una carriera militare come quella del fratello maggiore Adrianus Josephus, ma il tentativo di entrare nella marina militare non ebbe successo a causa di un difetto alla vista. Negli anni successivi al 1920, divenne un attivista in diverse organizzazioni di estrema destra sostenendo la causa dei Grandi Paesi Bassi attraverso l'annessione delle Fiandre (Belgio olandofono).

### La fondazione del Nationaal-Socialistische Beweging

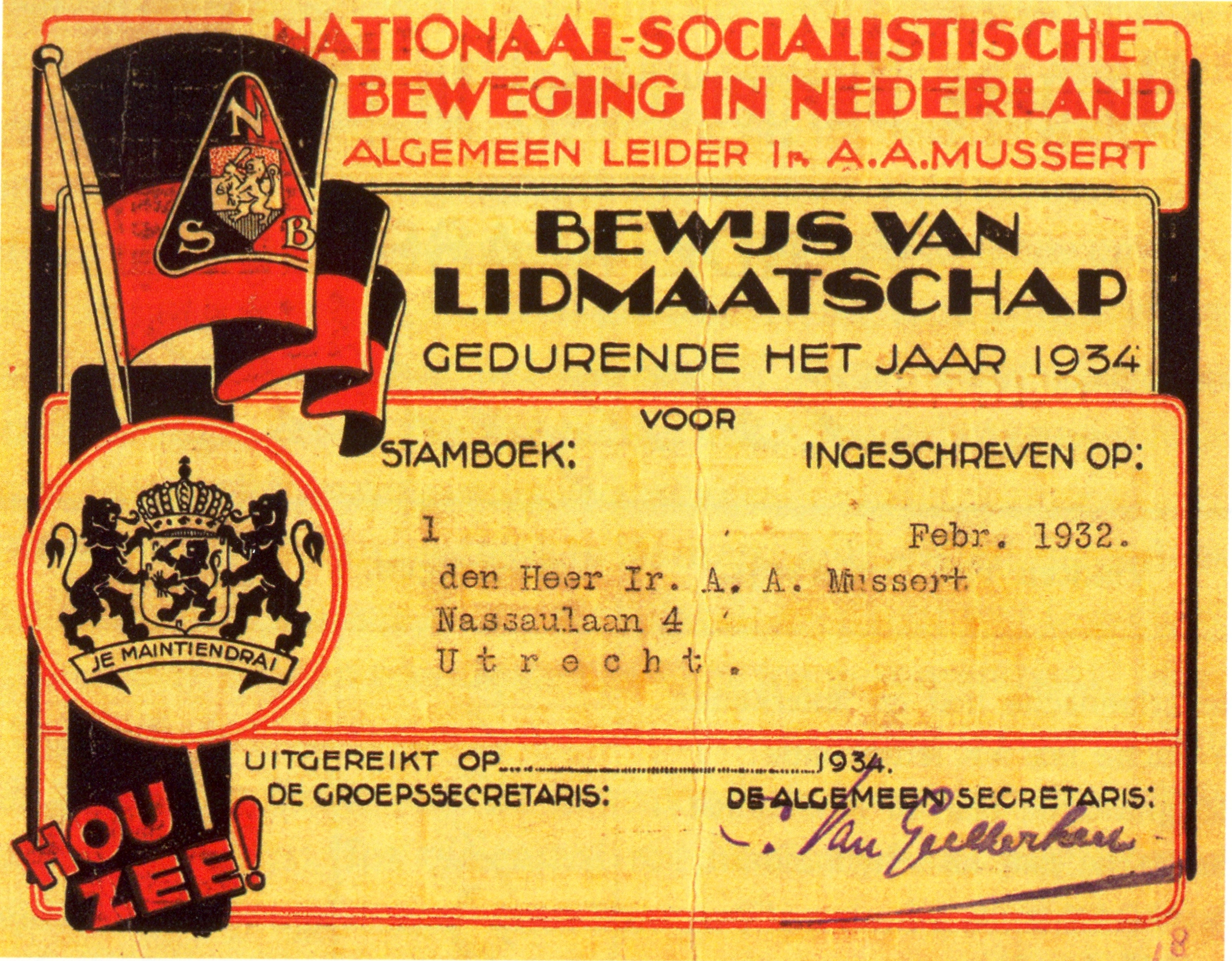
La tessera dell'NSB appartenuta a Mussert

Il 14 dicembre 1931, insieme a Cornelis van Geelkerken, e altri dieci fondò il 
Nationaal-Socialistische Beweging (NSB) (Movimento Nazional Socialista), una controparte nei Paesi Bassi del Partito Nazionalsocialista Tedesco. Nei suoi primi anni di esistenza, l'NSB, ebbe tra le sue file diverse centinaia di ebrei, e ciò durò fino a quando la politica nazista tedesca non assunse un corso marcatamente antisemita.
Una manifestazione nel 1933 ad Utrecht attrasse solo 600 persone.  Un anno dopo, l'NSB radunò 25.000 dimostranti ad Amsterdam. Nel 1935, l'NSB ricevette 300.000 voti nelle elezioni parlamentari del 1935, abbastanza per mettere in guardia i Paesi Bassi sul pericolo fascista. Nelle elezioni del 1937, i fascisti ottennero poco più della metà dei voti ottenuti nelle elezioni precedenti. Successivamente, Mussert si adoperò a contrastare la possibile resistenza interna ad una invasione tedesca. Dopo che il corrispondente estero del New York Times Vladimir Poliakov, nell'aprile del 1940, dette la notizia che Mussert stava preparando un colpo di Stato ed i suoi seguaci si stavano preparando ad un sequestro della regina Guglielmina, il governo proclamò lo stato di assedio. In seguito all'invasione tedesca avvenuta il 10 maggio 1940, tutti i partiti politici dei Paesi Bassi, con l'eccezione dell'NSB guidato da Mussert, furono soppressi.

### Ruolo durante la guerra

#### Il 1940

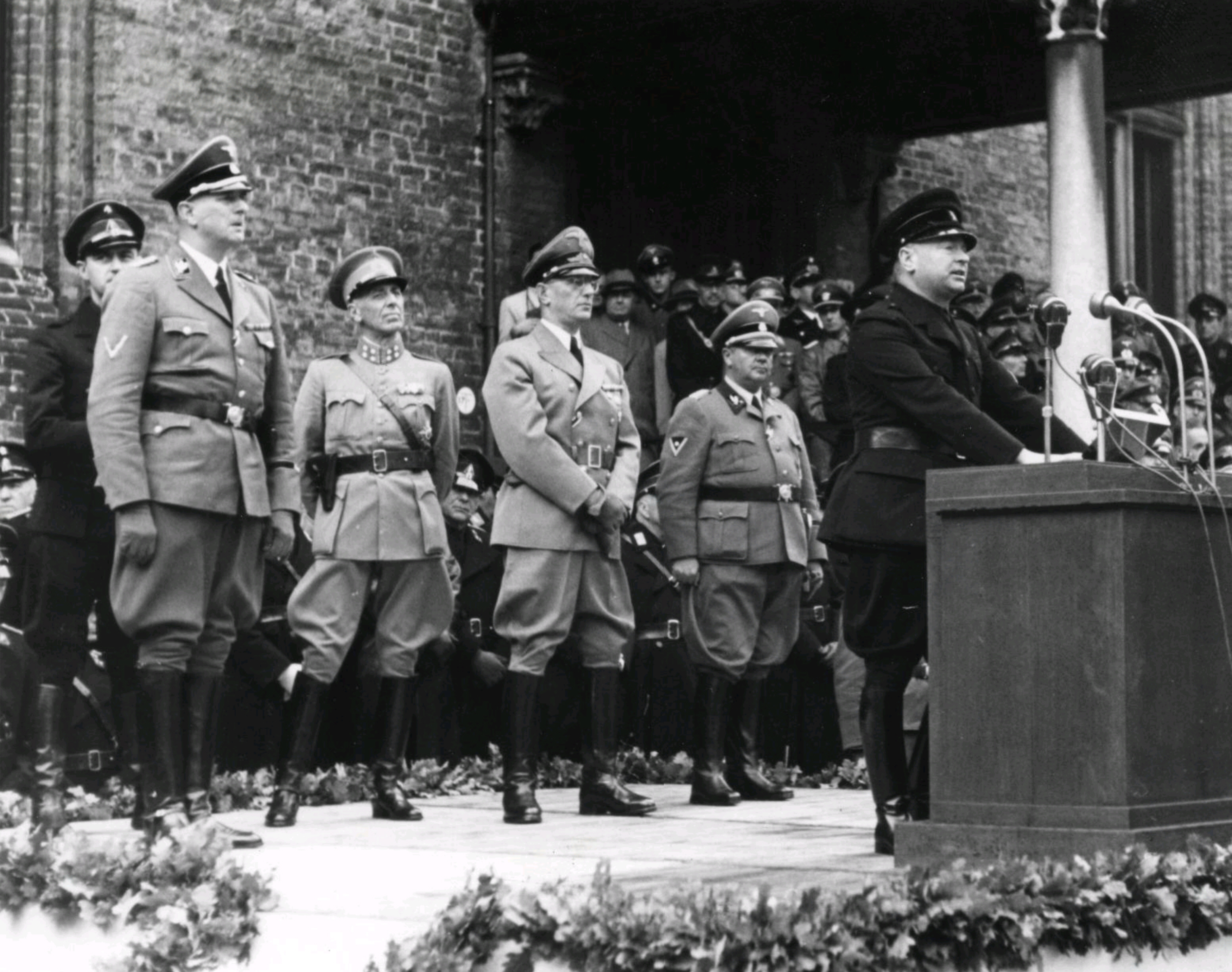
Mussert durante un discorso tenuto a L'Aia nell'ottobre del 1941 davanti ai volontari dell'NSB.

Dopo l'invasione tedesca, Mussert non fu scelto, come invece egli sperava, quale primo ministro dei Paesi Bassi. Al suo posto, fu nominato Reichskommissar dei Paesi Bassi il nazista austriaco Arthur Seyss-Inquart. A Mussert, dopo essere stato convocato a Berlino, venne lasciato il compito di controllare i suoi connazionali non cooperativi. Egli iniziò una stretta collaborazione con la Gestapo al fine di contrastare la resistenza all'occupazione nazista.  Il 21 giugno 1940 Mussert accettò di avere membri dell'NSB addestrati con le SS-Standarte 'Westland'.  L'11 settembre Mussert diede il compito a Henk Feldmeijer di organizzare le Nederlandsche SS (SS dei Paesi Bassi) quale divisione dell'NSB.

#### Gli anni successivi
Durante l'occupazione tedesca, più di 100.000 ebrei furono catturati e trasportati nei campi di concentramento in Germania, in Polonia ed in Cecoslovacchia. Nel momento in cui questi campi furono liberati solo una minima parte degli ebrei deportati dai Paesi Bassi fu trovato ancora in vita.
Nel febbraio del 1941, Mussert, pur non avendo partecipato attivamente alla nascita dell'unità di volontari delle SS, l'SS-Freiwilligen Legion Niederlande (Legione volontari SS dei Paesi Bassi), si adoperò per la sua trasformazione nella 23ma SS-Freiwilligen-Panzergrenadier-Division "Nederland", curandone la supervisione ed invitando caldamente gli iscritti all'NSB a prendervene parte. La nuova formazione, dopo l'addestramento avvenuto ad Amburgo, nel novembre 1941 fu inviata a combattere sul fronte orientale nei pressi di Leningrado, sotto il comando dell'Heeresgruppe Nord. La divisione servì con onore a fianco degli alleati nazisti, subendo, però, moltissime perdite.
L'8 dicembre 1941, l'amministrazione indipendente delle Indie orientali olandesi dichiarò guerra al Giappone, l'alleato della Germania nazista. Dopo l'invasione ed occupazione giapponese ed il conseguente internamento di 100.000 civili e 50.000 militari, Mussert richiese un incontro con Hitler. Il 13 dicembre 1942, Hitler dichiarò Mussert "Leider van het Nederlandse Volk" (Leader del popolo dei Paesi Bassi). Per il divertimento di Hitler, anche se la parola "leider" in olandese significa "leader" in tedesco significa "sfortunatamente".
Avendo perso il controllo delle Nederlandsche SS e delle unità militari a servizio dei suoi padroni tedeschi, Mussert, nel maggio del 1943, ebbe il suo ultimo incontro con Hitler. Nello stesso incontro gli fu riferito che non avrebbe mai avuto alcun controllo politico dei Paesi Bassi. Nel settembre del 1944, a seguito della non riuscita Operazione Market Garden, e dello sciopero dei ferrovieri dei Paesi Bassi, le autorità tedesche proibirono il trasporto di generi alimentari via treno. A causa dell'azione intrapresa dalle autorità tedesche, il paese soffrì nei mesi successivi un lungo inverno di fame (Hongerwinter), durante il quale morirono 20.000 persone. Durante la crisi, Mussert stette in silenzio, terrorizzato di perdere quel piccolo potere residuo che gli era rimasto.

### La morte
Dopo la resa della Germania, il 7 maggio 1945 Mussert fu arrestato nell'ufficio dell'NSB a L'Aia. Accusato di alto tradimento, dopo un processo durato due giorni, il 12 dicembre fu condannato a morte. Chiese la grazia alla regina Guglielmina ma ella gliela negò. Il 7 maggio 1946 alle 7:30, 4 giorni prima del suo cinquantaduesimo compleanno, Mussert fu fucilato da un plotone di esecuzione presso Waalsdorpervlakte, un sito vicino a L'Aia utilizzato negli anni della guerra dai nazisti per giustiziare centinaia di partigiani ed oppositori al regime.